# Vellozia fruticosa
Vellozia fruticosa är en enhjärtbladig växtart som beskrevs av Lyman Bradford Smith. Vellozia fruticosa ingår i släktet Vellozia och familjen Velloziaceae. Inga underarter finns listade.